# West River (Connecticut River)
Der West River ist ein rechter Nebenfluss des Connecticut River im Süden des US-Bundesstaats Vermont.
Der West River entspringt südlich von Mount Holly in den Green Mountains. Von dort fließt er in südlicher Richtung an Londonderry vorbei. Weiter abwärts liegen am Flusslauf der Stausee Ball Mountain Lake, der Jamaica State Park, der Ort Jamaica, sowie ein weiterer Stausee, der Townshend Lake. Der West River wendet sich dabei allmählich nach Südosten. Später nimmt er den Rock River von rechts auf, bevor er schließlich nördlich von Brattleboro in den Connecticut River mündet. Am Oberlauf verläuft die Vermont State Route 100 entlang dem West River, während am Unterlauf die Vermont State Route 30 weitgehend entlang dem Flussufer verläuft. Der West River hat eine Länge von 74 km. Sein Einzugsgebiet umfasst 1083 km².
Am Unterlauf des West River überspannt die West Dummerston Covered Bridge den Fluss.